# Храм Святого Иоанна Златоуста (Львов)
Костёл и монастырь франциска́нок (ныне Церковь Святого Иоанна Златоуста и Духовная семинария ПЦУ) — культовое сооружение во Львове (Украина), памятник архитектуры. Адрес: ул. Лысенко, 43.

## История

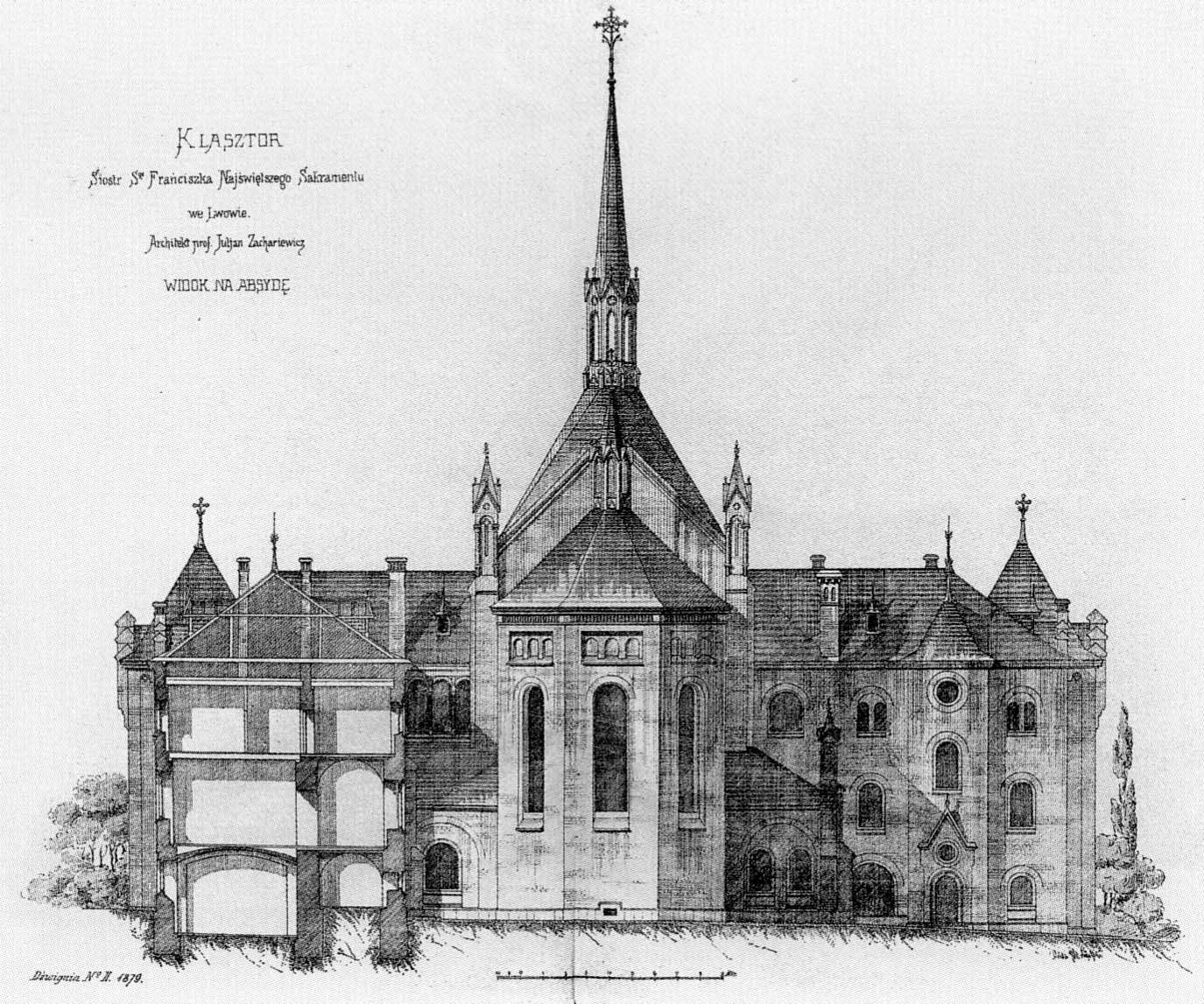
Проект францисканского монастыря, 1877 год

Костёл римокатолического ордена францисканок был построен в 1876—1888 годах по проекту архитектора Юлиана Захариевича. Здание небольшое по размерам, выстроено в модном для своего времени неороманском стиле, под влиянием эклектики. В его архитектуре проявляется свободное компонирование архитектурных форм, заимствованное из ренессанса и других исторических стилей.
В советское время в келиях монастыря (ул Лысенко, 45) было 7-е отделение 1-й инфекционной клинической больницы. В 1991 году здание костёла передали в распоряжение епархии Украинской православной церкви Киевского патриархата. В левом крыле бывшего монастыря францисканок была открыта духовная семинария УПЦ (КП).